# 上坡輔助系統
上坡輔助系統（英語： 或 ），又稱斜坡輔助系統、上坡輔助控制，是在車身穩定系統（Electronic Stability Program, ESP）基礎之上衔生出来的一种功能，它可在手煞車不適用並進行坡道起步的情況下，右腳離開煞車系統仍然能維持制動效果數秒，使得車輛不下滑並能避免發生事故。

## 工作原理
HAC系統的工作原理較易理解。當坡道起步時且手煞車未拉起時，自動維持當前制動油壓約2～3秒，在節流閥（油門）被踩下之前，維持當前制動力度不變，節流閥踩下之後，隨駕駛員之力度逐步卸去煞車。HAC作動時，煞車燈及第三煞車燈會亮起。
有些車款在HAC作動時，蜂鳴器會響一聲以提醒駕駛人。

## HAC啟動條件
1. 當節流閥未被踩下時。
2. 排檔桿未排入P 檔位（自動變速器）並且未做動輔助制動時。
3. 車輛靜止時。

滿足上述任意一種情況，HAC系統即啟動。
在下列情況，HAC將取消，且在一些車款的蜂鳴器將響兩聲:
1. 煞車踏板釋放約2 秒內，未試圖駕駛車輛。
2. 排檔桿排入P 檔位。
3. 作動駐車煞車。
4. 再次踩下煞車踏板。
5. 煞車踏板已踩下約3分鐘以上。